# Kenaiban
Kenaiban is een bestuurslaag in het regentschap Klaten van de provincie Midden-Java, Indonesië. Kenaiban telt 3562 inwoners (volkstelling 2010).